# Acacia inaequilatera
Acacia inaequilatera é uma espécie de leguminosa do gênero Acacia, pertencente à família Fabaceae.